# 劉大強
劉大強（英語：Lawrence Liu，1973年1月6日—），台灣著名造型師，出生於台北。曾經為伊林模特兒、時尚雜誌副總編輯與金馬獎、金鐘獎星光大道時尚評審等等。另有孫芸芸御用造型師著稱。

## 簡歷
復興美工包裝設計組畢業，第一份工作為視覺陳列設計師，因模特兒身份接觸時裝產業進而踏入雜誌集團，2010年成立個人工作室。曾任專欄寫作、文字編輯、時尚編輯、雜誌副總編輯、秀場導演、星光大道穿著評審、精品講師、實踐大學服裝設計評審、伊林模特兒約聘老師等，經歷大抵可分為下列幾個時期：
- [1989年] 16歲模特兒出道
- [1995年-1999年] EeLin Modeling Agency 簽約 Model
- [1999年~2001年] 子時文化出版股份有限公司MEN’S UNO時尚雜誌時尚編輯
- [2002年~2005年] 協和國際多媒體FHM男人幫FHM Collections時尚主編時尚總編輯
- [2005年~2009年] 華克文化Esquire君子雜誌時尚副總編輯
- [2009年~2010年] ATOZ工作室時尚總監
- [2010年~迄     今] 劉大強造型工作室時尚總監

## 評審經歷
- 第47屆金鐘獎星光大道評審 ，蘋果日報，年份：2012 [3]
- 第46屆金鐘獎星光大道評審 ，蘋果日報，年份：2011 [4]
- 第54屆亞太影展星光大道評審 ，蘋果日報，年份：2010 [5]
- 第47屆金馬獎星光大道評審 ，蘋果日報，年份：2010 [6]
- 第45屆金鐘獎星光大道評審 ，中國時報，年份：2010 [7]
- 第45屆金馬獎星光大道評審 ，中國時報，年份：2008  [8]

## 媒體專訪/關注
- [2013/03/24][ 蘋果日報 ] 陳孫華裝「尖頭鰻」撞劉大強沒吐血[9]
- [2013/0319][ 中時電子報 ] 知名造型師劉大強打造JOHNNIE WALKERR首次跨界時尚鉅獻  [10]
- [2013/0124~0206][ 明周 ]時尚編輯教會我的事 / 劉大強-造型的10年養成記 [11]
- [2012/冬季號][ 女人我最大 ]舊衣大復活LESSON 1.OUT單品 時髦變身[12]
- [2012/12月號][men's uno 男人誌]空間收藏家-劉大強[13]
- [2012/11/02][yahoo奇摩專欄] 平價時尚力／百變穿搭高手 劉大強[14]
- [2012/10/09][蘋果日報] 劉大強 BURBERRY怎麼搭都型 不能沒風衣[15]
- [2012/9月號][Marie Claire：玩物 精品配件誌 ]明星造型師/鞋子玩家-劉大強 [16]
- [2012/9月號][men's uno 男人誌] Special report-2012秋冬時裝注目[17]
- [2012/冬季號] ][go男流行]造型達人 1X3穿搭術 [18]
- [2012/秋季號][女人我最大]大強老師教你如何時髦拼接  [19]
- [2012/秋冬號][時報周刊2012 Trend BOOK]時尚達人帶頭shopping[20]
- [2012/8月號][LOOP POST] Special report-2012秋冬時裝注目[17]
- [2012/05/20][蘋果日報] 劉大強皮夾必包1萬6800元 迷信香奈兒[21]
- [2012/5月號] ][ Shopping Design]英倫設計：style icon look[22]
- [2012/03/02][自由時報]時尚趴吸睛焦點-必BUY定番款示範[23]
- [2012/2月號][O’logy Boozine Vol.10] FASHION  FORCUS:造型師劉大強 [24]
- [2011/秋冬號][go男流行]Weekly Wardarobe:時尚造型大人親自打造，一週間穿搭術大公開 [25]
- [2011/10/30][蘋果日報] 劉大強 鬼節變裝 黑傑克人氣最旺[26]
- [2011/9月號][men's uno 男人誌]Guide Book達人引導：看2011-2012秋冬時尚[27]
- [2011/7/1][時報周刊]設計師解碼:LADY GAGA[28]
- [2010/冬季號][go男流行]三大知名造型師完整解析秋冬KEY ITEM 重點利用 [29]

## 精品講座
| 品名             | 內容                  | 年份 | 地點                          |
| ---------------- | --------------------- | ---- | ----------------------------- |
| Louis Vuitton    | 2015 A/W講座          | 2015 | 臺中                          |
| Michael Kors     | 2015 A/W講座          | 2015 | 臺北                          |
| O’2nd            | 2015 S/S 講座         | 2015 | 臺中                          |
| DUNHIL           | 2015 A/W講座          | 2015 | 臺北                          |
| Flossy           | 2015 S/S 講座         | 2015 | 臺北                          |
| SPORTMAX         | 2015 S/S講座          | 2015 | 臺北                          |
| 周大福           | 2015春夏穿搭講座      | 2015 | 臺北                          |
| Level 6ix        | 2014秋冬穿搭講座      | 2014 | 臺北                          |
| SPERRY           | 2014 A/W講座          | 2014 | 臺北                          |
| Giuseppe Zanotti | 2014 A/W講座          | 2014 | 臺北                          |
| jimmy choo       | 2014 S/S講座          | 2014 | 臺北                          |
| Coach            | 網站影音穿搭教學      | 2014 | -                             |
| SWAROVSKI        | 2014 S/S講座          | 2014 | 臺中                          |
| SWAROVSKI        | 2013 A/W講座          | 2013 | 台南                          |
| SWAROVSKI        | 2013 S/S 講座         | 2013 | 臺中                          |
| Celine           | 2013 S/S 講座         | 2013 | 臺中                          |
| Gucci            | 2013 S/S 講座         | 2013 | 臺中、高雄                    |
| Burberry         | 2013 S/S 全省巡迴講座 | 2013 | 臺北、臺中、臺南              |
| Burberry         | 2012 f/w 全省巡迴講座 | 2012 | 臺北、 新竹、臺中、臺南、高雄 |
| Louis Vuitton    | 2012 f/w VIP講座      | 2012 | 臺北                          |
| SWAROVSKI        | 2012 S/S 講座         | 2012 | 臺中                          |
| Les Nereides     | 2012 S/S 講座         | 2012 | 臺北                          |
| Rene Caovilla    | 2012 f/w 講座         | 2012 | 臺中                          |

## 造型合作藝人
- 曾經合作造型與視覺統籌的藝人(平面、雜誌、電視) ：

孫芸芸、陳意涵、趙又廷、吳彥祖、張榕容、柯佳嬿、大嘴巴、周杰倫、李毓芬、王思平、汪東城、辰亦儒、廖曉喬、殷琦、李嘉欣、Maggie Q、古天樂、關芝琳、梁詠琪、陳冠希、黃志緯、林志玲、姚采穎、林嘉琦、蔡淑臻、陳思璇、王聖芬、王麗雅、林又立、吳亞馨、鄭元暢、賀軍翔、張孝全、郭品超、楊祐寧、阮經天、陳柏霖、丁春城、高以翔、藍鈞天、陳紹誠、余中寧、周子騫、彭于妟、任賢齊、ENERGY、李蒨蓉、蘇慧倫、徐華鳳，丸子、林美貞、田麗、琦琦、任達華、霍建華、何潤東、林熙蕾、徐若瑄、周瑜民、吳建豪、王力宏、五月天、胡兵、楊謹華、溫嵐、曾沛慈、胡宇崴、武虎將、楊宗瑋、吳克群、楊宇騰......藝人服裝造型

## 電視節目
曾露出於《哈林哈時尚》時尚救援隊造型達人，其他還有東風《三隻小豬》、東風《我愛美麗》、中天《我的美人計》、年代《風格時代》、中天《娘娘駕到》、中天《大學生了沒》、東風《非關命運》等節目客座講師達人

## 2014年作品
| 拍攝年份 | 類型          | 單位名稱         | 內容                                         | 造型人物     |
| -------- | ------------- | ---------------- | -------------------------------------------- | ------------ |
| 2014     | MV            | CUG嘻遊記        | 《小壞壞》MV                                 | 吳映潔(鬼鬼) |
| 2014     | 平面廣告      | 資生堂           | 資生堂美透白奇蹟淡斑精華代言廣告             | 胡宇威       |
| 2014     | 平面廣告      | SONY             | SONY DSC-KW11自拍完美機代言廣告              | 昆凌         |
| 2014     | 平面廣告      | 屈臣氏           | 愛你不肺你：屈臣氏公益廣告                   | 胡宇威       |
| 2014     | 平面廣告      | PHILIPS          | Philips VisaPure淨顏煥采潔膚儀廣告           | 孫瑩瑩       |
| 2014     | 活動          | 胡宇威同名首張EP | 同名首張EP記者會                             | 胡宇威       |
| 2014     | 活動          | 痞子英雄         | 痞子英雄記者會                               | 張鈞甯       |
| 2014     | 活動          | 種子音樂         | 種子音樂加盟記者會                           | 品冠、柯有倫 |
| 2014     | MV            | 金韓一           | 《摩登女郎》MV                               | 昆凌         |
| 2014     | TVC＆平面廣告 | 白蘭氏           | 白蘭氏紅膠原青春凍廣告                       | 孫芸芸       |
| 2014     | 平面廣告      | 寶島眼鏡         | 寶島BALENO EYEWEAR眼鏡代言廣告               | 胡宇威       |
| 2014     | TVC＆平面廣告 | HITACHI          | HITACHI尼加拉飛瀑洗淨S：智慧型滾筒洗脫烘廣告 | 孫芸芸       |
| 2014     | TVC廣告       | 寶麗淨           | 保麗淨黏著劑                                 | 陳亞蘭       |
| 2014     | 平面廣告      | REEBOK           | 2014Reebok形象：我的RUNWAY 我來RUN           | 隋棠         |
| 2014     | TVC＆平面廣告 | HITACHI          | HITACHI System α典藏版:智慧冷藏庫形象廣告    | 孫芸芸       |
| 2014     | TVC&平面廣告  | 台灣龍泉         | 維士比威士忌啤酒形象代言                     | 何潤東       |
| 2014     | TVC&平面廣告  | 樂敦             | 趕走紅眼●清澈EYE漂亮 : 樂敦妮婕眼藥水        | 吳映潔(鬼鬼) |
| 2014     | 平面廣告      | MISS SOFI        | 時尚，如影隨形 : MISS SOFI春夏代言廣告       | 孫芸芸       |

## 2010年前作品
- [HITACHI日立家電]機能美冰箱：孫芸芸
- [HITACHI日立家電]ALIS電漿電視／立體美學篇：孫芸芸
- [HITACHI日立家電]吸塵器／清潔美學篇：孫芸芸
- [HITACHI日立家電]洗衣機／居家美學篇：孫芸芸
- [HITACHI日立家電]X System冰箱：孫芸芸
- [HITACHI日立家電]RS1吸塵器：孫芸芸
- [HITACHI日立家電]風熨斗洗衣機：孫芸芸
- [HITACHI日立家電]Set-Free變頻多聯式空調系統：孫芸芸
- [HITACHI日立家電]New X System機能極美冰箱：孫芸芸
- [HITACHI日立家電]New X System機能極美冰箱功能篇：孫芸芸
- [HITACHI日立家電]SL10T吸塵器極淨篇：孫芸芸
- [HITACHI日立家電]變頻冷氣／精品篇：孫芸芸
- [HITACHI日立家電]Neo X System冰箱：孫芸芸
- [康乃馨]御守棉：孫芸芸
- [PALMER'S 帕瑪氏]乳液系列：孫芸芸
- [愛之味]健康快樂奶：劉嘉玲
- [SONY]NEX-C3相機/童話冒險篇：張榕容

## 外部連結
- 劉大強造型工作室
- https://www.instagram.com/liu0106
- 劉大強官方微博

## 資料來源
1. ↑  蘋果日報/時尚評審團簡介 http://www.appledaily.com.tw/appledaily/article/headline/20121027/34602147/applesearch/時尚陪審團。
2. ↑  YAHOO奇摩專欄，http://tw.campaign.yahoo.com/news/【-名人談房產-】-孫芸芸御用造型師劉大強-猶如時尚造型部屋的19坪小豪宅-000443111.html%5B%5D
3. ↑  . 蘋果日報. 2011-10-30  [2013-01-08]. （原始内容存档于2016-03-04）.
4. ↑  . 蘋果日報. 2011-10-22  [2013-01-08]. （原始内容存档于2016-03-05）.
5. ↑  . 蘋果日報. 2010-12-05  [2013-01-08].
6. ↑  . 蘋果日報. 2011-10-22  [2013-01-08].
7. ↑  《中國時報》2010年10月23日，出版: 中國時報文化事業股份有限公司。
8. ↑  《中國時報》2012年12月7日，出版: 中國時報文化事業股份有限公司。
9. ↑  . 蘋果日報. 2013-03-24  [2013-03-24]. （原始内容存档于2013-03-26）.
10. ↑  . 中時電子報. 2013-03-19  [2013-03-18].[]
11. ↑  《明周》刊別：雙週刊，級別：普遍級，出版地：台灣，語文：繁體中文，條碼：4710446425478，出版社:明周國際。
12. ↑  《女人我最大》台灣版2012年第29期，台灣:英特發出版社。
13. ↑  《men's uno》台灣版2012年12月號，台灣:台灣威柏出版社。
14. ↑  . YAHOO!奇摩專欄. 2012-11-02  [2013-01-08].
15. ↑  . 蘋果日報. 2012-10-09  [2013-01-08].
16. ↑  《Marie Claire：玩物 精品配件誌》台灣版2012年9月號，台灣:國際亞洲出版社。
17. 1 2  《men's uno》台灣版2012年9月號，台灣:台灣威柏出版社。
18. ↑  《go男流行》 出版日期：2012年冬季號，級別：普遍級，台灣:台灣威柏實業股份有限公司。
19. ↑  《女人我最大》台灣版2012年第28期，台灣:英特發出版社。
20. ↑  《時報周刊2012 Trend BOOK》台灣版2012年，條碼：9771023454002，台灣: 時報周刊出版社。
21. ↑  . 蘋果日報. 2012-05-20  [2013-01-08].
22. ↑  《men's uno》出版日期：2012年5月號，條碼：4710961385233，台灣：巨思文化股份有限公司。
23. ↑  《自由時報》2012年5月20日，出版: 自由時報企業股份有限公司。
24. ↑  《O’logy》，2012年1月21日，出版:布克文化，語言：繁體中文，裝訂：平裝。
25. ↑  《men's uno》 出版日期：2011年10月30日，級別：普遍級，台灣:台灣威柏出版社。
26. ↑  . 蘋果日報. 2011-10-30  [2013-01-08].
27. ↑  《men's uno》台灣版2011年9月號，台灣:台灣威柏出版社。
28. ↑  《時報周刊》出版時間：2011年7月1日，條碼：9771023454002，台灣: 時報周刊出版社。
29. ↑  《go男流行》 出版日期：2010年冬季號，級別：普遍級，台灣:台灣威柏實業股份有限公司。